# Antille thuộc Hà Lan
Antille thuộc Hà Lan (tiếng Hà Lan: Nederlandse Antillenⓘ; tiếng Papiamento: Antia Hulandes) từng là một quốc gia tự trị ở vùng Caribe hình thành một quốc gia cấu thành của Vương quốc Hà Lan, bao gồm hai nhóm đảo nằm trong quần đảo Tiểu Antille: Aruba, Curaçao, và Bonaire thuộc Antille Ngược gió phía bờ biển Venezuela; và Sint Eustatius, Saba, và Sint Maarten thuộc Antille Xuôi gió ở phía đông nam của quần đảo Virgin với diện tích 999 km². Ban đầu nó được biết đến với tên Tây Ấn Hà Lan hoặc Antilles/Tây Ấn thuộc Hà Lan. Aruba ly khai năm 1986 trở thành quốc gia riêng thuộc Vương quốc Hà Lan, và phần còn lại của Antille thuộc Hà Lan được giải tán ngày 10 tháng 10 năm 2010. Curaçao và Sint Maarten được trở thành quốc gia cấu thành, còn các đảo kia gia nhập Hà Lan là các đặc khu của Hà Lan tại Caribe.
Nền kinh tế của quần đảo chủ yếu dựa vào du lịch và dầu mỏ.